# الدورادو (ایلینوی)
الدورادو، ایلینوی (به انگلیسی: Eldorado, Illinois) یک شهر در ایالات متحده آمریکا با جمعیت ۴٬۱۲۲ نفر است که در ایلی‌نوی واقع شده‌است.

## موقعیت جغرافیایی
موقعیت جغرافیایی شهرها و مناطق اطراف به شرح زیر است: